# Biton tenuifalcis
Biton tenuifalcis är en spindeldjursart som beskrevs av Lawrence 1962. Biton tenuifalcis ingår i släktet Biton och familjen Daesiidae. Inga underarter finns listade.